# کیم کیو-سیک
کیم کیو-سیک (انگلیسی: Kim Kyu-sik؛ ۲۹ ژانویهٔ ۱۸۸۱ – ۱۰ دسامبر ۱۹۵۰) یک دیپلمات، سیاست‌مدار و شاعر اهل کره جنوبی بود.
وی که دانش‌آموخته رشته کارشناسی ارشد ادبیات انگلیسی از دانشگاه پرینستون بود از سال ۱۹۴۰ تا ۱۹۴۷ معاون رئیس جمهور دولت موقت جمهوری کره بوده است.